# Endothal
Endothal ist eine chemische Verbindung aus der Gruppe der Dicarbonsäuren, die als Herbizid verwendet werden kann.

## Gewinnung und Darstellung
Das Dinatriumsalz von Endothal kann durch eine Diels-Alder-Reaktion von Furan mit Maleinsäureanhydrid und anschließender Hydrierung des Anhydrides in Natronlauge gewonnen werden.
Durch Neutralisation erhält man die freie Säure.

## Verwendung
Endothal kann als Kontaktherbizid, welches über die Wurzeln und Blätter aufgenommen wird, verwendet werden. Es wird vor allem zur Bekämpfung von breitblättrigen Unkräutern und einjährigen Gräsern bei Zuckerrüben und Spinat eingesetzt. Bei Baumwolle, Alfalfa und Klee wird es darüber hinaus als Entlaubungsmittel eingesetzt. Die Wirkung basiert auf der Hemmung der Protein-Phosphatase 2A in der mitotischen Signalkette.

## Zulassung
Der Wirkstoff Endothal ist in der Europäischen Union seit 2002 nicht für die Verwendung in Pflanzenschutzmitteln zulässig.
Endothal war bis 1989 in Deutschland als Herbizid zugelassen. Zurzeit sind in Deutschland, Österreich und der Schweiz keine Pflanzenschutzmittel mit diesem Wirkstoff zugelassen.